# Juliusz Isaak
Juliusz Isaak (ur. 8 czerwca 1869 lub 1870 w Pilicy, zm. 2 listopada 1923 w Porębie) – polski rysownik i rytownik, oraz entomolog–amator. 

## Życiorys
Rodzice Juliusza prowadzili warsztat powroźniczy w Pilicy, przejęty potem przez jego brata – Wilhelma. Ukończył szkołę podstawową. Mając czternaście lat przyjechał do Zawiercia, żeby podjąć pracę. Znalazł zatrudnienie jako rysownik i rytownik w fabryce włókienniczej Towarzystwa Akcyjnego „Zawiercie”, w której pracował do wybuchu I wojny światowej. W tym okresie zaprojektował pierwsze znaczki pocztowe, wyemitowane przez pocztę miejską w Zawierciu w 1915.
Jako entomolog był samoukiem. Jego zbiór obejmował głównie motyle (2654 gatunków) i chrząszcze (3872 gatunki), w tym rzadkie okazy chrząszczy jaskiniowych i myrmekofilnych. Łącznie liczył ok. 15000 okazów. W 1910 za swoją kolekcję otrzymał złoty medal na Wystawie Przemysłu i Rolnictwa w Częstochowie, a w 1913 – na Wystawie Entomologicznej w Warszawie jury uhonorowało go „dyplomem szczególnego uznania”. Zbiór został wtedy zakupiony do Muzeum Instytutu Pedagogicznego.
Interesowała go szczególnie hodowla motyli. Krzyżując je, uzyskiwał nowe odmiany (bastardy), w tym hermafrodytyczne. Był członkiem Polskiego Związku Entomologicznego i drezdeńskiego Towarzystwa Entomologicznego „Iris” (Entomologischer Verein „Iris” zu Dresden). Popularyzował wiedzę o owadach – jego uczniami byli Ludwik i Marian Masłowscy.
Opublikował tylko jedną pracę naukową, dotyczącą zdolności świecenia u niedźwiedziówki kai (Arctia caja). Poza tym w czasopiśmie „Entomolog Polski” napisał artykuł o owadach, który zyskał popularność w środowisku entomologów. Dwie prace opracował i opublikował po jego śmierci Witold Niesiołowski.
Długo chorował, ale mimo to nie zaprzestał pracy. Zmarł nagle w 1923 w swoim insektarium. Został pochowany na cmentarzu ewangelicko-augsburskim w Porębie. Grób się nie zachował.

### Małżeństwa i dzieci
Był dwukrotnie żonaty. Z małżeństwa z Emilią z d. Kloss (1868–1914) urodziło się troje dzieci: Zofia, Henryka – po mężu Jaklicz (1892–1975) i Aleksander. Drugie małżeństwo – z Michaliną z d. Hochbaum (1880–1937?) było bezdzietne. Michalina po śmierci męża kontynuowała jego działalność entomologiczną. Już sama zrealizowała ich wspólne marzenie o podróży po motyle do Ameryki Południowej.

## Kolekcja owadów
Jego kolekcję motyli i chrząszczy zakupiło w 1952 Muzeum Narodowe w Kielcach, jej część (63 gabloty z owadami egzotycznymi) przejęło w latach 60. Muzeum i Instytut Zoologii Polskiej Akademii Nauk. Spuścizna po nim obecnie jest przechowywana w Archiwum Nauki PAN i PAU w Krakowie.

## Upamiętnienie
W 1923 Witold Eichler napisał o nim wspomnienie w  „Polskim Piśmie Entomologicznym”.